# Milenio (The X-Files)
«Millennium» es el cuarto episodio de la séptima temporada de la serie de televisión de ciencia ficción The X-Files. Se estrenó en la cadena Fox de Estados Unidos el 28 de noviembre de 1999. Fue escrito por Vince Gilligan y Frank Spotnitz y dirigido por Thomas J. Wright. El episodio es una historia del «monstruo de la semana», desconectada de la mitología más amplia de la serie. «Millennium» obtuvo una calificación Nielsen de 9,1 y fue visto por 15,09 millones de personas en su transmisión inicial. El episodio recibió opiniones mixtas de los críticos de televisión; algunos sintieron que la trama del episodio era espeluznante y atractiva, mientras que otros sintieron que no era una conclusión decente para la serie de televisión Millennium.
El programa se centra en los agentes especiales del FBI Fox Mulder (David Duchovny) y Dana Scully (Gillian Anderson) que trabajan en casos relacionados con lo paranormal, llamados expedientes X. Mulder cree en lo paranormal, mientras que la escéptica Scully ha sido asignada para desacreditar su trabajo. En este episodio, un asociado del Grupo Millennium, una sociedad secreta que cree que el apocalipsis ocurrirá en el nuevo año de 2000, resucita a los muertos para que se produzca el apocalipsis. Como resultado, Mulder y Scully tienen que pedir la ayuda del perfilador criminal Frank Black (Lance Henriksen), un hombre que tiene experiencia previa con el grupo en la sombra, por ayuda.
El episodio sirve como un cruce con la serie Millennium, también desarrollada por el creador de The X-Files, Chris Carter, y estaba destinado a cerrar la serie recientemente cancelada. Los escritores tuvieron dificultades para idear una historia que permitiera que los caminos de Frank Black, Mulder y Scully se cruzaran. Lance Henriksen luego expresó su decepción con el episodio. Originalmente, la idea de usar zombis había sido programada para aparecer en un proyecto abortado, una nueva versión de X-Files de la película de culto de zombis de 1968 de George A. Romero, La noche de los muertos vivientes. Además, el episodio es notable porque presenta el primer beso romántico entre Mulder y Scully, descrito como «inevitable» por un crítico. Temáticamente, el episodio ha sido analizado por su uso de citas bíblicas del Evangelio de Juan y el Libro del Apocalipsis.

## Argumento

### Trasfondo
Frank Black (Lance Henriksen), el protagonista de la serie Millennium, es un perfilador forense independiente y exagente del FBI que posee la habilidad única de ver el mundo a través de los ojos de asesinos en serie y varios tipos de asesinos. Durante las dos primeras temporadas del programa, Black trabajó para una misteriosa firma de consultoría conocida como Grupo Millennium. Vivía en Seattle con su esposa Catherine (Megan Gallagher) y su hija Jordan (Brittany Tiplady). Durante la primera temporada, Black y el Grupo se centró en gran medida en varios criminales. Sin embargo, durante la segunda y tercera temporada, Black comenzó a entrar en conflicto con el Grupo, que parecía contener elementos demoníacos y se centró en el cumplimiento de la profecía bíblica apocalíptica al comienzo del nuevo milenio. Durante la tercera temporada, Frank regresó a Washington.a trabajar con el FBI tras la muerte de su esposa a manos del Grupo. En el final de la tercera temporada, Black se dio cuenta de que el Grupo se estaba preparando para perseguirlo y se llevó a Jordan de la escuela mientras huían de Washington.

### Eventos
En Tallahassee, Florida, el 21 de diciembre de 1999, se lleva a cabo un servicio conmemorativo para un exagente del FBI llamado Raymond Crouch. Su viuda es abordada por un hombre misterioso, Mark Johnson (Holmes Osborne), quien afirma haber trabajado con su marido. Después de que los otros dolientes se hayan ido, Johnson regresa a la funeraria, se pone la ropa del cadáver y coloca un teléfono celular en el ataúd. Una semana después, Johnson está monitoreando la tumba de Crouch cuando suena su teléfono; camina hacia la tumba con una pala. Posteriormente, Fox Mulder (David Duchovny) y Dana Scully (Gillian Anderson) son llamados para examinar la tumba vacía de Crouch. Notan daños en el interior del ataúd; Scully teoriza que la escena fue un montaje. Walter Skinner (Mitch Pileggi) lleva a cabo una sesión informativa, quien señala que Crouch es uno de los cuatro exagentes cuyas tumbas han sido exhumadas; los cuatro hombres se habían suicidado. Debido a la presencia de sangre de cabra que rodea la tumba, Mulder afirma que el crimen fue un acto de nigromancia. Después de la sesión informativa, Skinner lleva a los agentes a un lado y les pide que investiguen los posibles vínculos de Crouch con el Grupo Millennium, que ahora está disuelto.
Mulder y Scully van a una institución mental en Woodbridge, Virginia, para visitar a Frank Black. Black inicialmente se muestra reacio a ayudarlos, ya que cree que cualquier participación adicional o incluso actividad relacionada con el Grupo puede dificultar su batalla por la custodia de su hija Jordan. Cuando Black finalmente acepta ayudar, explica que los cuatro exmiembros del Grupo creen que pueden provocar el fin del mundo suicidándose antes del amanecer del milenio, actuando como los Cuatro Jinetes del Apocalipsis. Mientras tanto, Johnson está cambiando una llanta en su camión cuando un oficial lo encuentra. Al descubrir el cuerpo de Crouch en la parte de atrás, el oficial intenta arrestar a Johnson, pero es atacado y asesinado por Crouch repentinamente reanimado.
Siguiendo la información de Black, Mulder se concentra en tratar de encontrar a Johnson, mientras que Scully es atacada en la morgue por el agente muerto; Johnson la salva disparándole al oficial antes de desaparecer. Los dos agentes ponen todo su empeño en encontrar a Johnson antes de que sea demasiado tarde. Mulder irrumpe en la casa de Johnson pero es encerrado en su sótano y atacado por los cuatro cadáveres de los agentes del FBI; se las arregla para disparar y matar a uno de ellos. Frank aparece; después de atar a Johnson, Frank dispara a dos de los zombis en la cabeza. Cuando su arma se queda sin balas y la muerte parece inminente, Scully llega y dispara al zombi final, salvando a ambos hombres. Frank regresa al hospital y hace arreglos para que lo den de alta. Scully le informa a Frank que tiene un visitante y trae a Jordan. Dick Clark's New Year's Rockin' Eve está en televisión; Frank y Jordan se van justo antes de que comience la cuenta regresiva. Cuando el reloj marca cero y la multitud comienza a cantar «Auld Lang Syne» en la pantalla, Mulder y Scully se besan para recibir el nuevo año.

## Producción

### Antecedentes

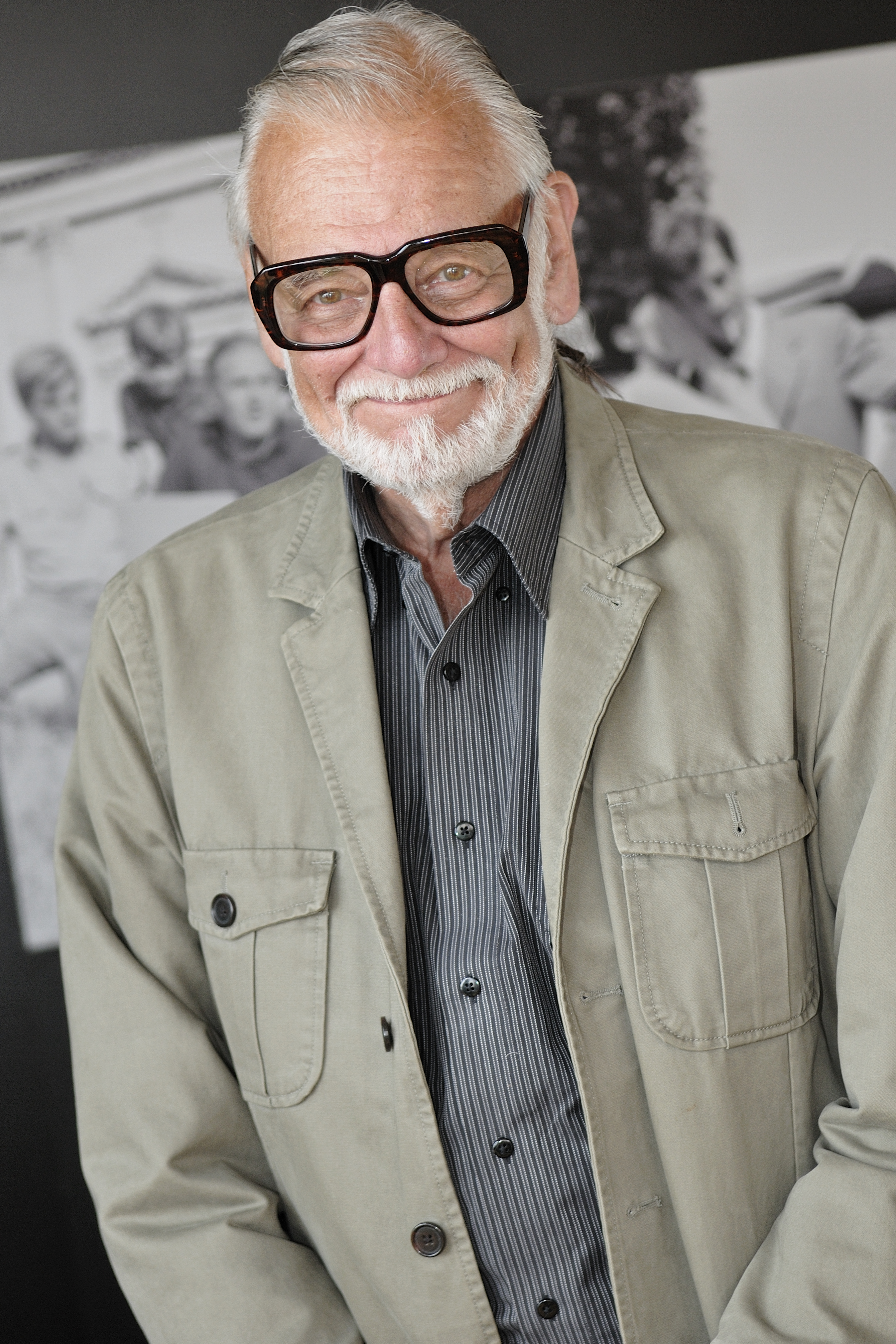
La idea de usar zombis había sido originalmente programada para aparecer en un proyecto abortado de X-Files, una nueva versión de la película de culto de zombis de 1968 de George A. Romero (en la foto) La noche de los muertos vivientes.

«Millennium» sirve como un cruce con la serie Millennium de Fox, también creada por Chris Carter. Aunque Millennium, que debutó en 1996, había sido aclamada por la crítica, sufrió bajas cifras de audiencia y fue cancelada después de su tercera temporada. Desafortunadamente, el episodio final de Millennium había sido filmado antes del aviso de cancelación, lo que resultó en que la serie concluyera en un final en suspenso. Este episodio presenta las últimas apariciones de Frank Black y Jordan Black, y por esta razón, a menudo se cita como una forma de cerrar la serie Millennium y su arco argumental. Por cierto, este episodio es en realidad el segundo cruce entre The X-Files y Millennium; el cruce anterior involucró a un personaje secundario, el autor Jose Chung, de «Jose Chung's From Outer Space», que apareció y fue asesinado en el episodio de Millennium «Jose Chung's Doomsday Defense».
La idea de usar zombis para «Millennium» surgió de un proyecto abortado por separado. Según se informa, Stephen King, que había coescrito el episodio de la quinta temporada «Chinga», deseaba escribir un episodio basado en la película de culto de zombis La noche de los muertos vivientes (1968) de George A. Romero. Romero también estaba programado para dirigir el episodio. Según el coguionista y productor ejecutivo de «Millennium», Frank Spotnitz, el personal de The X-Files se reunió con King y Romero, y los dos mostraron interés en producir el episodio. Si bien el episodio estaba programado para la séptima temporada, nunca llegó a buen término. Los zombis como elemento de la trama fueron luego relegados a lo que se convertiría en «Millennium». Sin embargo, la línea de Mulder, «Dispárales en la cabeza, parece detenerlos», refleja una línea muy similar de La noche de los muertos vivientes: «Dispárales en la cabeza, esa es una forma segura de matarlos».

### Escritura y rodaje
Los productores de The X-Files y Millennium habían comenzado a considerar la idea de hacer un cruce cuando ambos programas aún estaban en el aire, y después de que se canceló Millennium, el personal de The X-Files se dio cuenta de que un cruce tenía sentido. Sin embargo, escribir la historia resultó difícil, ya que los escritores no sabían si escribir una historia que tratara únicamente del cierre de Millennium, o si deberían presentar elementos de Millennium entremezclados dentro de una investigación de expedientes X. Los escritores finalmente se decidieron por esto último. Dicho esto, Vince Gilligan, el coguionista del episodio, explicó que él y Frank Spotnitz estaban más interesados en «¿qué pasaría si Frank Black entrara en el mundo de Mulder y Scully?». Gilligan también sostiene que el episodio fue escrito para finalmente traer zombis al universo de The X-Files. Explicó: «No se trataba tanto de la trama como de bajar a [Mulder y Black] al sótano de esta casa vieja y espeluznante con estos zombis saliendo del suelo y teniendo que [disparar ellos] en la cabeza». Gilligan también afirma que el temor que rodea al problema percibido del año 2000 (es decir, un problema para la documentación digital y no digital y las situaciones de almacenamiento de datos que resultaron de la práctica de abreviar un año de cuatro dígitos a dos dígitos) sirvió de inspiración para el episodio. Más tarde, Gilligan bromeó diciendo que estaba «orgulloso de decir que nunca me tragué ninguna de esas tonterías del Y2K ni por un minuto».
Con respecto al episodio que sirve como final de facto de la serie Millennium, John Shiban dijo: «Nos dimos cuenta de que la historia tenía que ser un expediente X y que cualquier final de Millennium que se nos ocurriera tenía que quedar en segundo lugar. Necesitábamos hacer lo que queríamos. siempre lo hago, que es seguir a Mulder y Scully a través de su caso». Por estas razones, Lance Henriksen, quien interpretó a Frank Black, no estaba contento con el producto final, creyendo que era un final mediocre para la historia de Millennium. Después de la cancelación de Millennium, Carter llamó a Henriksen y le preguntó si estaría interesado en aparecer en un episodio de The X-Files que cerraría el arco del programa. Henriksen estaba entusiasmado con el episodio, pero cuando recibió el guion, se trataba de zombis, para su consternación. Señaló que la historia del episodio era «un expediente X razonable pero no es Millennium». Spotnitz admitió más tarde que el episodio «supongo que no fue completamente exitoso, pero aún parece valer la pena por haber traído de vuelta a Lance Henriksen».
El episodio se destaca por presentar el primer beso real entre Fox Mulder y Dana Scully. La serie había presentado otros roces con besos entre los dos protagonistas: en el episodio de la cuarta temporada «Small Potatoes», un cambiaformas, disfrazado de Mulder, casi besa a Scully; en la película de 1998, los «labios de los dos se rozaron ligeramente antes de que Scully fuera picada por una abeja portadora de virus»; y en la entrada de la sexta temporada «Triangle», Mulder besó a una mujer parecida a Scully de la década de 1930 en un ensueño. John Shiban desarrolló la idea de un beso Mulder-Scully, que fue descrito por el creador de la serie Chris Carter como un «regalo para los fanáticos». Shiban notó que el beso del episodio se sintió como «la culminación lógica de su relación. Se habían estado dirigiendo hacia el beso durante años». Gillian Anderson explicó más tarde que, «David [Duchovny] y yo sabíamos que el beso vendría. [...] Sentí que los editores de ese episodio lo orquestaron de una manera muy efectiva». Para crear la atmósfera de la escena, se usaron ángulos de cámara especializados y todo se ralentizó para que la escena durara más. La escena de la bola Millennium se creó digitalmente porque el episodio se filmó en octubre, dos meses antes de la fecha prevista para el evento. Al productor de efectos especiales Bill Millar se le encomendó la tarea de agregar digitalmente el número «2000» en las imágenes de archivo del programa de Nochevieja de 1998, presentado por Dick Clark. Más tarde, Clark fue contratado para entrar y grabar una voz en off anunciando el año 2000.

## Temas

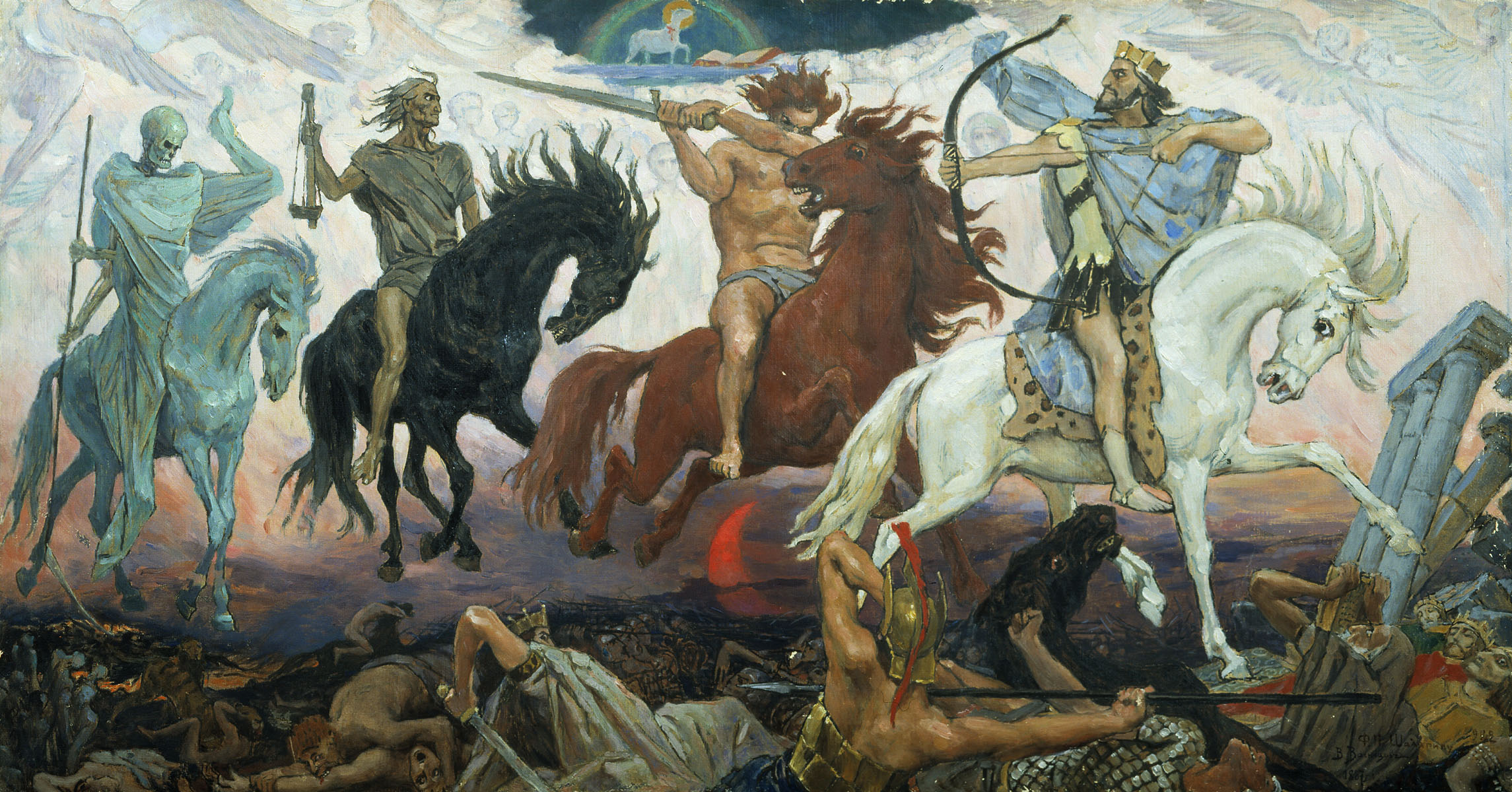
Se cree que los cuatro zombis resucitados son los Cuatro Jinetes del Apocalipsis del Grupo Millennium.

El episodio hace un uso destacado de Juan 11:25–26 de la Biblia cristiana, que dice «Todo aquel que vive y cree en mí, no morirá jamás». Estas fueron las palabras que se cree que dijo Jesús cuando resucitó a Lázaro de Betania de entre los muertos; Los eruditos bíblicos han notado que el versículo también pretendía ser un presagio de su resurrección. Por esta razón, el verso se usa en el episodio para representar una resurrección física de entre los muertos. Sin embargo, Amy Donaldson, en su libro We Want to Believe, señala que el verso se usa por razones equivocadas en «Millennium»; el nigromante es capaz de resucitar con éxito a los muertos recitando la línea, pero solo sus cuerpos, lo que da como resultado zombis sin sentido. Más tarde, el verso reaparece en el episodio de la octava temporada «Deadalive» durante el funeral de Mulder. En este caso, el verso se usa para simbolizar sus verdaderas intenciones, y Mulder regresa de entre los muertos, tanto en mente como en cuerpo.
El episodio también trata con el Libro del Apocalipsis, particularmente el versículo 1:18, «Yo soy el que vivo y estuve muerto; y he aquí, vivo por los siglos de los siglos, Amén; y tengo las llaves del Infierno y de la muerte». El Grupo Millennium cree que los cuatro miembros elegidos son los profetizados Cuatro Jinetes del Apocalipsis; aunque el grupo cree que el destino está predeterminado, creen que pueden ayudar «haciendo que suceda ellos mismos». Por lo tanto, se suicidan para resucitar como los Cuatro Jinetes. Donaldson argumenta que Johnson y Grupo Millennium han tomado la promesa de Jesús de vida eterna y resurrección demasiado literalmente, lo que ha resultado en «un ciclo recreado en esta vida en lugar de escapar a la próxima». Esto se demuestra aún más cuando los cuatro miembros del Grupo Millennium regresan como zombis; han logrado la vida después de la muerte, pero solo físicamente, no espiritualmente, «abusando de las palabras de Jesús para tomar su destino en sus propias manos».

## Recepción

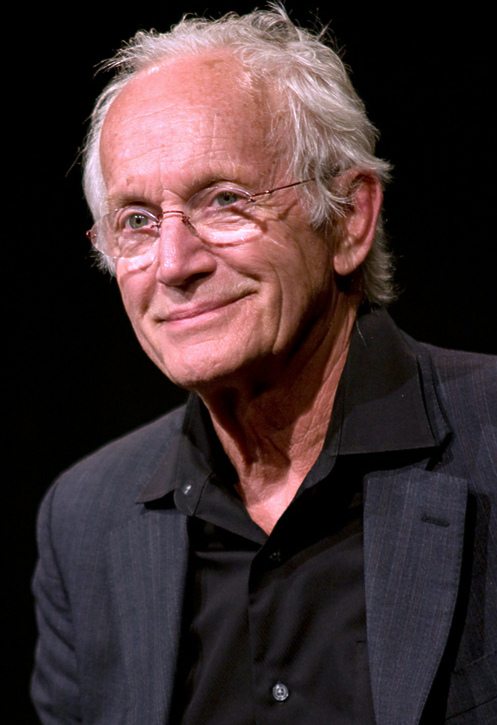
Antes de su estreno, el episodio fue promocionado con un maratón de episodios de Millennium presentado por Lance Henriksen.

### Audiencia
«Millennium» se emitió por primera vez en los Estados Unidos el 28 de noviembre de 1999, en Fox. La noche en que se emitió el episodio, FX mostró un maratón de Millennium de nueve horas, con episodios que estaban estrechamente relacionados con el cruce y que condujeron al cruce. El maratón fue organizado por Lance Henriksen antes del estreno. El episodio fue visto por 15,09 millones de espectadores en los Estados Unidos; obtuvo una calificación Nielsen de 9,1, con una participación de 13, lo que significa que aproximadamente el 9,1 por ciento de todos los hogares equipados con televisión y el 13 por ciento de los hogares que ven televisión sintonizaron el episodio.

### Reseñas
«Millennium» recibió opiniones mixtas de los críticos. Ted Cox del Daily Herald calificó la entrada de «espeluznante» y «visualmente cautivadora», elogiando particularmente el «uso del simbolismo de la luz y la oscuridad» de la entrega. En última instancia, señaló que «es bueno ver una vez más a Mulder y Scully liberados temporalmente de la conspiración general del programa». Rich Rosell de Digitally Obsessed otorgó al episodio 5 de 5 estrellas y escribió que «hubo muchas, grandes cosas sucediendo en este episodio, comenzando con el experto perfilador de Millennium, Frank Black [.. .] ayudando a regañadientes a Mulder y Scully a resolver los aparentes suicidios de cuatro agentes del FBI». Rosell finalmente concluyó que la razón por la que el episodio fue un éxito se debió al beso de Mulder y Scully, un momento que llamó «inevitable», aunque señaló que «muchos piensan que [eso] realmente marcó el principio del fin». Tom Kessenich, en su libro Examinations: An Unauthorized Look at Seasons 6–9 of the X-Files le dio al episodio una crítica positiva y lo llamó «muy entretenido» y un «motivo de celebración». Señaló que, si bien nunca había visto un episodio de Millennium, la mitología de la serie y los arcos narrativos «se integraron a la perfección en este episodio» de una manera que los que no son fanáticos de Millennium aún podían disfrutarlo. John Drake de Xposé consideró el episodio «excelente» y lo calificó con 5 estrellas de 5. Drake elogió la actuación de Lance Henriksen y dijo que «no solo brinda continuidad con Millennium, sino que agrega una nueva dimensión a medida que Frank intenta dejar atrás los restos de su vida profesional». Zack Handlen de The A.V. Club otorgó al episodio una «B». Llamó a la entrada «cansada» y escribió que era «demasiado ambiciosa y no lo suficientemente épica» para cerrar Millennium. Además, sintió que la trama básica de la historia era demasiado confusa y casi ridícula. A pesar de esto, disfrutó del papel de Johnson como el villano, calificándolo de «interesante», y escribió que la escena con Mulder y Black en el sótano era «un poco genial» debido a las «secuencias espeluznantes de zombis».
Matt Hurwitz y Chris Knowles se refirieron al episodio como «controversial» en su libro de 2008, The Complete X-Files. Kenneth Silber de Space.com criticó el episodio y escribió que «este episodio demuestra vívidamente que lo que Carl Sagan una vez llamó “la carga del escepticismo” ya no la carga nadie en la serie. ¿Por qué otra razón la afirmación de Mulder que un nigromante haya resucitado con éxito a los muertos provoque una respuesta tan lánguida en una sala llena de agentes del FBI?». Robert Shearman y Lars Pearson, en su libro Wanting to Believe: A Critical Guide to The X-Files, Millennium & The Lone Gunmen, calificó el episodio con una estrella y media de cinco, y señaló que la premisa del episodio se sentía «estilísticamente incorrecta para Millennium». Además, Shearman y Pearson argumentaron que el episodio fue «un archivo X terrible» porque, en lugar de presentar a Mulder y Scully resolviendo un misterio, la trama giraba en torno a los dos salvando al mundo del Armagedón, lo que causó que «la escasa credibilidad sobre la que cuelga la serie [se rompiera]». Paula Vitaris de Cinefantastique le dio al episodio una crítica negativa y le otorgó una estrella y media de cuatro. Vitaris señaló que, a pesar de que el avance y el primer acto son «lo suficientemente prometedores», el episodio «se desliza cuesta abajo rápidamente con una historia que cruza la frontera y se vuelve ridícula».
El beso entre Mulder y Scully causó furor de opiniones. The Complete X-Files señaló que muchos fanáticos estaban «extasiados» con el beso «tan esperado» de Mulder y Scully». David Blar de DVD Talk calificó el episodio de «impactante» debido al beso de Mulder y Scully, preguntando «¿por qué no cerraron sus labios antes?». Paula Vitaris señaló que el beso «parece pegado al episodio por una tachuela en su total irrelevancia para la historia o para Mulder y Scully en general».  Kessenich elogió la forma en que funcionó el programa en el beso de Mulder y Scully, y señaló que la falta de una atmósfera de «vapor, que te arranca la ropa» hizo que la secuencia funcionara «muy bien». Handlen escribió que la escena, junto con Black recuperando a su hija, era «la única escena que se acerca a justificar la existencia del episodio». Además, disfrutó de la naturaleza ambigua del beso, señalando que podría ser «solo una vez, o tal vez sea el comienzo de algo, o tal vez sea solo la continuación de algo que ha estado sucediendo durante mucho tiempo ahora, justo debajo de nuestras narices».